# Яроцкий, Александр Иванович
Александр Иванович Яроцкий (1866, Санкт-Петербург — 1944, Самарканд) — советский учёный, терапевт, доктор медицины (1898), профессор, один из пионеров определивших научные исследования открытия инсулина. Автор психотерапевтического метода Арететерапия.

## Биография
Родился в 1866 году в Санкт-Петербурге, в семье чиновника. В 1884 году окончил Ларинскую гимназию, после чего учился до 1889 года в Санкт-Петербургской Военно-медицинской академии. После окончания академии, в 1890—1893 годах работал земским врачом в Новгородской и Тверской губерниях. В 1892 году была опубликована в журнале «Врач» его первая научная работа «О сифилисе в деревне». Яроцкий выступал с докладом «Задачи земской медицинской статистики» на ХI Губернском съезде тверских врачей.

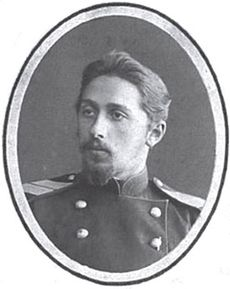
А. И. Яроцкий в 1890-е годы.

В 1894 году возвращается в Санкт-Петербург и работает врачом в Обуховской городской больницы, затем ординатором Обуховской и Петропавловской городских больниц (1897—1901), в 1899—1901 годах был ассистентом диагностической клиники Женского медицинского института. Защитил в 1898 году докторскую диссертацию. 
Был выслан из столицы за участие в демонстрации 2 марта 1901 года на Казанской площади. В 1901—1902 годы Яроцкий жил в Париже, работал в институте имени Л. Пастера у Ильи Ильича Мечникова, в 1903 году Александр Яроцкий возвращается в Россию.
Александр Иванович Яроцкий — доктор медицины (1898), приват-доцент (1903), экстраординарный профессор (1904), затем с 1911 года по 1918 год — ординарный профессор кафедры специальной патологии и клиники Юрьевского университета.
В 1919—1924 годах был профессором терапии Крымского университета, с 1924 года Александр Иванович — профессор терапии 1-го Медицинского государственного университета, с 1931 года по 1944 год работал профессором в Московском областном клиническом институте (МОКИ, МОНИКИ).
Александр Иванович является автором около 100 научных работ. В 1944 году выступил с  докладом в Самаркандском терапевтическом обществе, доклад был посвящён Сергею Петровичу Боткину, который был наставником и педагогом А. И. Яроцкого. Профессор Яроцкий занимался не только научной деятельностью, но также и литературно-публицистической работой в 1899—1901 годы, был членом Союза писателей, «Вольного экономического общества». Писал и публиковал свои статьи в журналах: «Новое слово», «Вестник Европы», «Русская мысль», «Начало», «Северный курьер» и других периодических изданиях.
О Яроцком, профессор Е. И. Соколов написал в своей статье:

Большой патриот Родины, обладавший огромной не только клинической, но и общечеловеческой эрудицией, блестящий диагност, но очень скромный человек, — таким был А. И. Яроцкий.
Скончался в 1944 году в Самарканде.

## Научная деятельность
Научная деятельность профессора Яроцкого посвящена различным вопросам клиники внутренних болезней: он предложил свою диету («диета Яроцкого») при язвенной болезни желудка и двенадцатиперстной кишки, разработал вопросы психотерапии в применении к внутренним болезням (арететерапия) и в этом направлении написал книгу «Идеализм как физиологический фактор», которая была опубликована в 1908 году. Докторская диссертация на тему «Об изменениях величины и строения клеток поджелудочной железы при некоторых видах голодания» (1898) во многом предопределила последующее открытие инсулина (впервые показал, что островки Лангерганса являются самостоятельными органами внутренней секреции).
При жизни А. И. Яроцкого было опубликовано около 70 научных работ (до 1928 года) в журнале «Клиническая медицина» в августе 1930 года. За годы своей врачебной деятельности Александр Иванович написал около 100 научных работ, среди них: «К клинической методике определения кровяного давления» (1901), «О вредном действии больших доз противубактерийных сывороток» (1902), «... Морфологические изменения селезенки при инфекции у пассивно иммунизированных животных» (1907), «Наследственность и болезнь : Устойчивость человека против болезнетворных факторов» (1924), «Применение больших доз соляной кислоты с лечебной и диагностической целью» (1927) и другие.

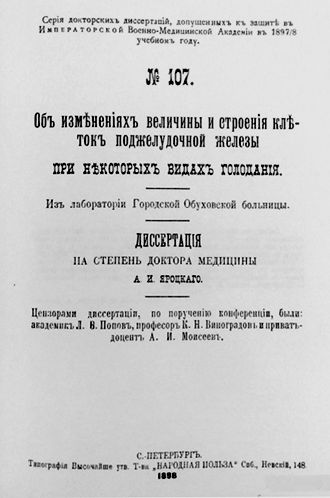
Диссертация А. И. Яроцкого, 1898 год.
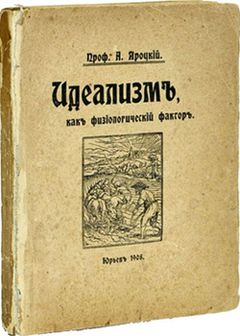
Книга А. И. Яроцкого «Идеализм, как физиологический фактор», 1908 год.
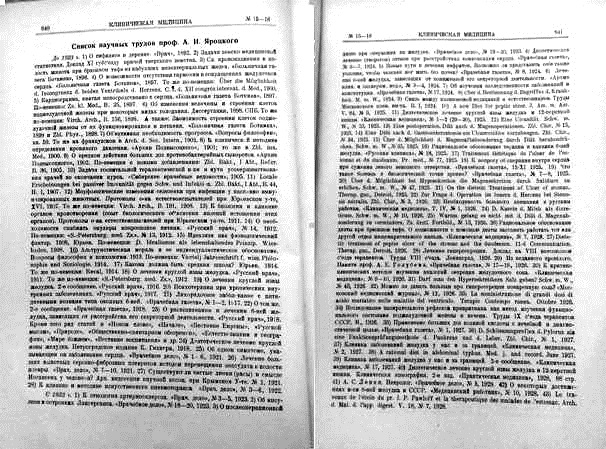
Список работ А. И. Яроцкого (до 1928 г.), опубликованный в 1930 году.

## Семья
Супруга — Антонина Владимировна Винберг (Яроцкая) (1871—?), дочь — Зинаида Александровна Яроцкая (Сульман) (1904—1978), внуки — Рагнар Рольфович Сульман, Стаффан Рольфович Сульман, Ингер Рольфовмч Сульман, Михаил Рольфович Сульман. Дочь А. И. Яроцкого, Зинаида Александровна Яроцкая (Сульман), вышла замуж за Рольфа Рагнаровича Сульмана (р. 24 октябрь 1900 года) — посол Швеции в СССР, с которым Яроцкий Александр Иванович познакомился в Симферополе, в Крымском университете.